# Capistrello
Capistrello là một đô thị thuộc tỉnh L'Aquila trong vùng Abruzzo Ý. Đô thị này có diện tích 60 km², dân số 5490 người. Các làng trực thuộc: Corcumello, Pescocanale, Colle Amico. Các đô thị giáp ranh gồm: Avezzano, Canistro, Castellafiume, Filettino (FR), Luco dei Marsi, Scurcola Marsicana, Tagliacozzo.
Đô thị này nằm ở độ cao 750 m trên mực nước biển. Vào thập niên 1950, có nhiều người nhập cư từ Pháp, đáng kể là từ vùng Avignon và Alsace.